# Neobalataea nigriventris
Neobalataea nigriventris is een vlinder uit de familie bloeddrupjes (Zygaenidae). De wetenschappelijke naam van deze soort is voor het eerst geldig gepubliceerd in 1954 door Alberti.
De soort komt voor in tropisch Afrika.